# Sui Wendi

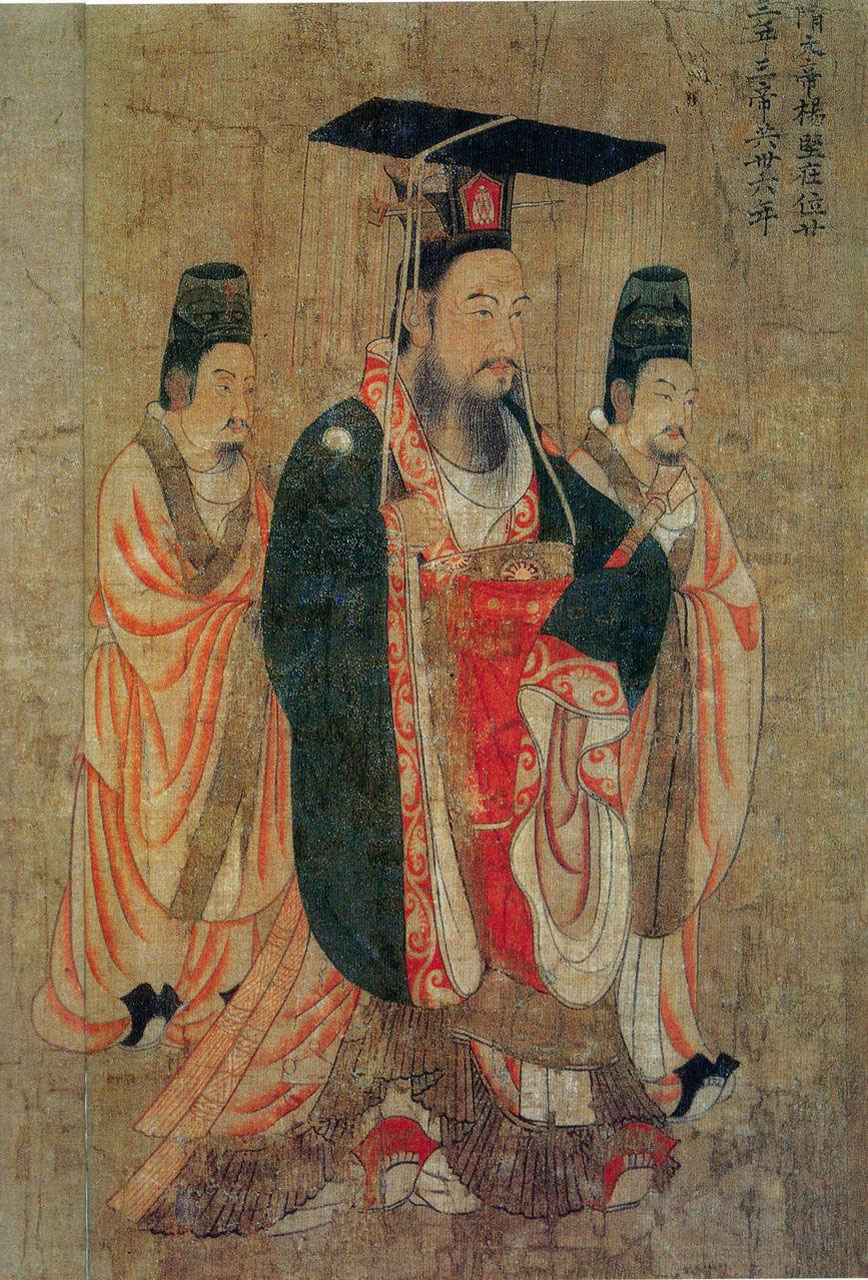
Idealporträt von Kaiser Wen auf der Dreizehn-Kaiser-Rolle von Yan Liben (600–673) aus der Tang-Dynastie.

Der Sui-Kaiser Wendi (chinesisch 隋文帝, Pinyin Suí Wéndì, Jyutping Ceoi4 Man4dai6; * 541; † 604), geboren als Yang Jian (楊堅,  Yáng Jiān) regierte von 581 bis 604. Er einigte 589 China nach über 200-jähriger Teilung und begründete eine ebenso kurzlebige wie tatkräftige Dynastie.
Seine Familie hatte ihren Sitz zwischen den beiden Hauptstädten Chang’an und Luoyang und diente den nicht-chinesischen Dynastien Nordchinas seit zwei Jahrhunderten. Ihre Position verbesserte sie durch sorgfältige Heiraten mit der nicht-chinesischen Elite. Yang Jians Frau stammte z. B. aus der Dugu-Familie, eine der einflussreichsten zu der Zeit.
Yang Jian schlug mit 14 Jahren eine militärische Karriere ein und wurde einer der führenden Militärs des Kaisers Wu Di (alias Yuwen Yong) von den Nördlichen Zhou. Er stand an der Spitze der Armee, die 577/578 die Nördliche Qi-Dynastie stürzte und so Nordchina einigte.
Als Wu Di 578 starb, kam der Thronfolger Yuwen Pin als Kaiser Xuan an die Macht. Er war der Schwiegersohn Yang Jians und darüber hinaus ein krankhafter Despot. Er vergewaltigte die Frau eines Gefolgsmannes, brachte diesen um und machte sie anschließend zu seiner fünften Frau. Zu ihrer Rangerhöhung beabsichtigte er Yang Jians Tochter und ihre gesamte Familie auszulöschen, diese gab ihm aber nicht den kleinsten Anlass dazu. Als der Kaiser plötzlich krank wurde, beschleunigte Yang Jian offenbar seinen Tod, indem er sich zum Bettwächter bestellte (580).
Seine Freunde am Hof unterstützten Yang Jian nun bei der Ergreifung der Regentschaft für den 8-jährigen Thronfolger als Vorstufe zur Machtergreifung. Anschließend bestellte er die führenden Prinzen des kaiserlichen Yuwen-Clans zum Begräbnis des Kaisers bzw. zu einer Hochzeit in die Hauptstadt, um sie unter Kontrolle zu halten. Yang Jian hatte zwar die Hauptstadt unter Kontrolle, aber in den Provinzen erhoben sich die Militärs zugunsten des Yuwen-Clans und seines kleinen Erben, ein Vorgang, in den sich auch die Kök-Türken einmischten. Einer seiner Gefolgsleute, Gao Jiong, zerschlug diese Opposition entschlossen. Mitte Februar 581 konnte sich Yang Jian so zum Kaiser Wendi proklamieren. Im Sommer waren alle Prinzen des Yuwen-Clans (ca. 59 Leute) tot.
Während seiner Regierung blieb der ohnehin distanzierte und wenig anziehende Mann von schwerem Misstrauen gegenüber den meisten Leuten seines Gefolges geprägt, so z. B. schickte er seine Tochter ins Kloster und betrachtete seine Söhne als potentielle Rivalen. Als Ausgleich hing er wie damals üblich dem Buddhismus an. Sein Tod ist nicht geklärt, entweder wurde er von seinem Sohn Yang Guang aus Furcht vor Bestrafung ermordet, oder er starb an einer Krankheit.
| Vorgänger               | Amt                      | Nachfolger |
| ----------------------- | ------------------------ | ---------- |
| Nord- und Süd-Dynastien | Kaiser von China 581–604 | Yang       |

| Personendaten    | Personendaten |
| ---------------- | --- |
| NAME             | Sui Wendi |
| ALTERNATIVNAMEN  | Suí, Wéndì (Pinyin); Ceoi4, Man4dai6 (Jyutping); 隋文帝 (chinesisch, Lang- und Kurzzeichen); Yáng, Jiān (Geburtsname, Pinyin); Yang, Chien (Geburtsname, Wade-Giles); Joeng4, Gin1 (Geburtsname, Jyutping); 楊堅 (Geburtsname, chinesisch, Langzeichen); 杨坚 (Geburtsname, chinesisch, Kurzzeichen) |
| KURZBESCHREIBUNG | Sui-Kaiser von China |
| GEBURTSDATUM     | 541 |
| STERBEDATUM      | 604 |